# 天星镇 (大关县)
天星镇，是中华人民共和国云南省昭通市大关县下辖的一个镇。

## 行政区划
天星镇下辖以下地区：
天星村、安乐村、祥云村、鱼孔村、青杠村、沿河村、中心村、南甸村、绿南村、斜文村、幸福村、寨子村、打瓦村、双河村、毛坝村和营盘村。